# Dan McGrath
Dan McGrath is een Amerikaans scenarioschrijver. Hij heeft geschreven voor Saturday Night Live, The Simpsons, Mission Hill, The PJs en King of the Hill.

## Filmografie

### The Simpsons
- "Treehouse of Horror IV"
- "Boy-Scoutz N the Hood"
- "Treehouse of Horror V"
- "Bart of Darkness"

### Mission Hill
- "Kevin Finds Love"
- "Stories of Hope and Forgiveness"
- "Plan 9 from Mission Hill"